# صومعه نشان مقدس (بیست)
صومعه نشان مقدس (بیست) (ارمنی: Սուրբ Նշան վանք (Բիստ)؛ ) یک کلیسا متعلق به کلیسای حواری ارمنی واقع در شهر بیست، جمهوری خودمختار نخجوان جمهوری آذربایجان می‌باشد. ساخت و ساز این ساختمان در سده ۵ام میلادی؛ به پایان رسید. این بنا به سبک معماری ارمنی طراحی شده است.